# Interferente
In chimica un'interferente è una specie chimica che genera un'interferenza, cioè che ostacola lo svolgimento del processo chimico-fisico o dell'analisi in corso.
In chimica analitica, se possibile, gli interferenti vengono rimossi tramite tecniche di separazione dal campione prima dell'analisi.